# 庫特內縣
庫特內縣（英語：Kootenai County）是美国爱达荷州西北部的一個縣，西鄰华盛顿州，面積3,408平方公里。根據2020年美國人口普查，共有人口17萬1,362人。縣治科達倫（Coeur d'Alene）。該縣成立於1864年12月22日，縣名紀念庫特內族（印第安人的一支）。